# Flèche du Jura

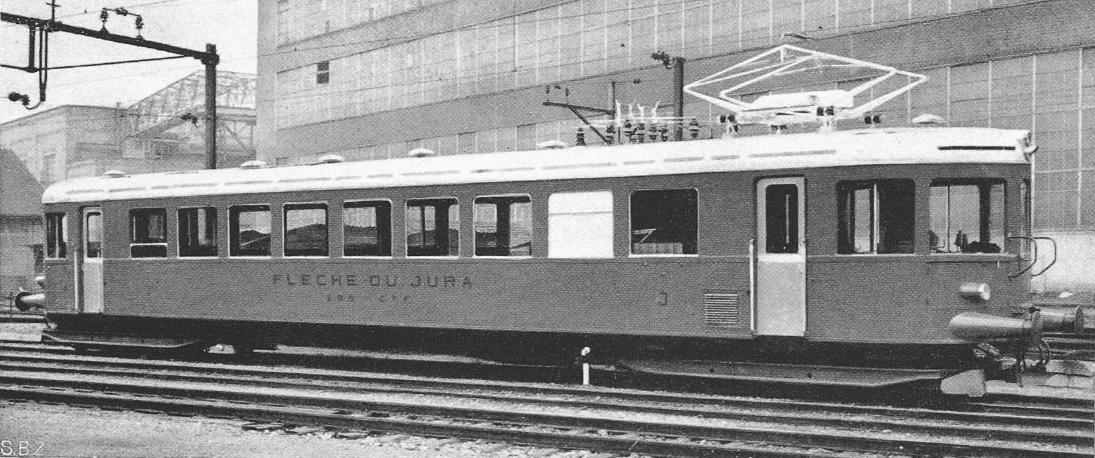
SBB Ce 2-4

La Flèche du Jura est une automotrice mise en service en 1937 à la suite d'une initiative du journal L’Impartial, de La Chaux-de-Fonds, visant à développer les liaisons par rail entre la métropole horlogère et le reste de la Suisse. 
À cet effet, en vertu d'un contrat conclu le 15 mars 1937 entre la Fondation de la Flèche du Jura, représentée par deux administrateurs du quotidien de la Chaux-de-Fonds, MM. Albert Rais et Guido Essig, et les Chemins de fer fédéraux suisses, ces derniers se virent remettre un montant de 172 000 francs suisses. Les CFF s'engagèrent alors à utiliser cette automotrice pour offrir des liaisons accélérées dans l'horaire des courses régulières sur les lignes Bienne – La Chaux-de-Fonds et Neuchâtel – La Chaux-de-Fonds – Le Locle. En hommage à la fondation, elle portait l’inscription « Flèche du Jura » peinte en jaune.
Techniquement, elle s'apparente aux célèbres Flèches rouges.
L'automotrice roula dans l’Arc jurassien jusqu'en 1954. Elle fut ensuite mise en service sur diverses lignes des CFF, d'abord sur celle du Tonkin, entre Saint-Maurice et Le Bouveret, puis sur des lignes secondaires de la Suisse orientale. En dernier lieu, elle faisait la navette entre la gare de Rorschach et celle du port du même nom. Elle fut livrée à la ferraille en 1977.